# NGC 7265
NGC 7265 ist eine linsenförmige Galaxie vom Hubble-Typ E-S0 im Sternbild Eidechse am Nordsternhimmel. Sie ist schätzungsweise 233 Millionen Lichtjahre von der Milchstraße entfernt.
Das Objekt wurde am 20. September 1876 von Edouard Stephan entdeckt.